# 朝MORi
『朝MORi』（あさモリ）は、2018年4月2日から2023年2月10日までエフエム北海道（AIR-G'）で月曜から金曜の6:00 - 9:00に放送されていたラジオ番組。

## 概要
2018年春の番組改編で、月曜日から木曜日の帯番組として放送されていた北川久仁子の『brilliant days』が、金曜日の縦長ワイド番組『北川久仁子のbrilliant days×F』へリニューアル・枠移動となり、それに替わる帯番組として放送開始。
パーソナリティの森基誉則はこれまで『Dive into The Night』・『MOXY』といった夕方のワイド番組を15年担当してきたが、帯番組としてはこれが初の朝ワイド担当である。
キャッチフレーズは「今日のスタートの新習慣! 情報、音楽。あなたの半歩先行く【朝MORi】ココロオドル、からだめざめる、聴けばワカル、プログラム。」。それにあわせ、6時台はリスナーとのコミュニケーションを行うコーナーを中心に構成。7時台はかつての『AIR-G' Morning Pax』や『Vivid Couleur』の流れを汲み、インフォメーションを伝えていた。
また、9時までは"MORe information"と題した情報ゾーンとし、9時以降は日替わりパートナーの"モリシェル"を迎えて北海道に関する話題の分析を行い、番組を通して平日の朝に北海道で頑張る人々を応援する構成としていた。
2021年春の番組改編で放送終了時刻が9時に繰り上がる一方、これまで放送されていなかった金曜日にも放送されるようになった。これに伴いモリシェルの出演は終了した。
エンディングでは、後続番組のパーソナリティ（月曜日から木曜日は松尾亜希子、金曜日は北川久仁子）とのクロストークが展開される。
2023年1月30日のエンディングで、森が当番組を含むAIR-G'の全番組から降板することを発表。詳細の告知はなく「また新たな形で」と表現していたが、翌日、札幌市議会議員選挙への出馬が発表された。
翌1月31日と2月1日は高山秀毅が、2月2日から2月10日までは 森本優 がパーソナリティを代行し、同日を持って番組自体が終了。2月13日から、猪飼雄一（元NHKアナウンサーで、NHK札幌放送局に勤務した経験を持つ）の『Morning Morning!』がスタートした。

## 出演者
パーソナリティ
- 森基誉則（開始 - 2023年1月30日）
- 高山秀毅（2023年1月31日･2月1日）
- 森本優 （2023年2月2日 - 終了）

モリシェル
2021年4月の枠移動まで、9時代・10時代のアシスタントとして出演していた。
- 小澤ちひろ（月曜日、2018年4月2日 - 2021年3月29日）[4]
- 千須和侑里子（隔週火曜日・北海道文化放送アナウンサー、2018年4月3日 - 2020年3月31日）[5]
- 田辺桃菜（隔週火曜日・北海道文化放送アナウンサー、2018年4月3日 - 2021年3月30日）[6]
- 柴田平美（隔週火曜日・北海道文化放送アナウンサー、2020年4月7日 - 2021年3月30日）[6]
- きとうれいこ（水曜日、2018年4月4日 - 2021年3月31日）[7]
- 上村あかり（木曜日、2018年4月5日 - 2021年4月1日）[8]

## 放送時間
- 開始 - 2021年3月31日：毎週月曜 - 木曜 7:30 - 11:00（JST）
- 2021年4月1日：6:00 - 11:00（JST）[注 1][9]
- 2021年4月2日 - 終了：毎週月曜 - 金曜 6:00 - 9:00（JST）[9]

途中、6:40 - 6:45はTOKYO FMから『コスモアースコンシャスアクト 未来へのタカラモノ』を、7:00 - 7:30、8:00 - 8:20は『ONE MORNING』を同時ネットするため一時中断。

## 主なコーナー
2021年の枠移動後はradikoで4つに分割されているため、各パートを「クォーター」と表現している。
6:00のオープニングでは「おっきてーるかーい!」、7:30のパートでは「Good MORiNG!」とシャウトする。

### 終了時点
いろいろ拾い読み
一般紙・スポーツ紙から記事をいくつかピックアップして紹介。
ワールドトピックス
日本国内や海外の様々な話題についてネットニュースなどからピックアップして森が独自の視点で語るコーナー。
おは森コール
リスナーから募集したメール・Twitterのメッセージを基に、森がリスナーへモーニングコールをするコーナー。
今日のランキング
様々なランキングをピックアップし紹介するコーナー。
今日のにんじん
頑張っているリスナーへのご褒美がコンセプトのコーナー。
道新ヘッドラインニュース・道路交通情報・天気予報（随時）
通常、道新ヘッドラインニュースはニューススタジオから担当アナウンサーが伝えるが、当番組内に限り森が読んでいる。
など

### 過去
音楽の処方箋
健康に関する様々な情報を伝えるコーナー。2020年1月7日から2021年3月30日まで毎週火曜日に放送されていた。
2021年4月以降は『スパクル!! 〜cool beats & pop life〜』内で放送。
など

## 夜MORi
『夜MORi』（よるモリ）は、2021年4月から2023年1月までエフエム北海道（AIR-G'）で放送されていたラジオ番組。放送時間は月曜日の19:00 - 19:30。
『朝MORi』の派生番組として、前半は週替わりのゲストと「大人の浪漫」についてトーク、後半は「DON'T TRUST OVER FORTY」として「40代以上のアーティスト」をキーワードに毎週ピックアップする。

## 衆院選を終えて・参院選を終えて
2021年10月31日の第49回衆議院議員総選挙、ならびに2022年7月10日の第26回参議院議員通常選挙の投開票日翌日である、2021年11月1日と2022年7月11日のいずれも6:00 - 6:55に放送された特別番組である。
森がパーソナリティを務め、北海道新聞の記者を解説に迎え、道内の情勢と主な選挙区の動きを振り返った。